# Tesoro de la lengua castellana o española
El Tesoro de la lengua castellana o española és un diccionari etimològic del castellà obra de l'erudit Sebastián de Covarrubias publicat el 1611. És el primer diccionari general monolingüe del castellà, és a dir, el primer en què el lèxic castellà és definit en aquesta mateixa llengua. És també el primer diccionari d'aquest tipus publicat a Europa per a una llengua vulgar.